# Gonomyia durabilis
Gonomyia durabilis är en tvåvingeart som beskrevs av Alexander 1946. Gonomyia durabilis ingår i släktet Gonomyia och familjen småharkrankar. Inga underarter finns listade i Catalogue of Life.